# 普里鄂毕油田
普里鄂毕油田（俄语：Приобское）——俄罗斯的巨型油田，位于汉特-曼西自治区，靠近汉特-曼西市。1982年发现，被鄂毕河分割为两部分-左岸和右岸。左岸开发始于1988年，右岸始于1999年。
该油田地质储量估为50亿吨。证实与可采储量估为24亿吨。
该油田属于西西伯利亚油气盆地。1982年被发现。油藏位于2.3至2.6千米深处。油密度863-868千克/立方米，石蜡含量2,4-2,5 %，硫含量1,2-1,3 %。
根据2005年底数据，油田上有954生产井与376增产井，其中178口是05年钻成。
普里鄂毕油田2007年石油产量--四千零二十万吨，其中3277万属于俄罗斯石油，743万吨-GAZPROM石油。